# Schlacht von Mesiche
Mesiche – Edessa – Satala – Maranga – Dara – Melitene – Solachon – Jerusalem – Konstantinopel – Ninive
Die Schlacht von Mesiche (oder auch Misiche) im Jahr 244 war ein entscheidender Sieg der persischen Sassaniden über eine römische Armee unter dem Kommando des Kaisers Gordian III.
Nachdem zuvor die Sassaniden unter Ardaschir I. wiederholt auf römisches Gebiet vorgestoßen waren, rückte Gordian 243 mit einem starken Heer nach Mesopotamien vor (zu den Hintergründen siehe Römisch-Persische Kriege). Bei Resaina (dem heutigen Ras al-Ain), zwischen Karrhai und Nisibis gelegen, gelang den Römern ein Sieg über die Perser, die inzwischen von Ardaschirs Sohn Schapur I. regiert wurden.
Was nun folgte, wird in den Quellen unterschiedlich dargestellt und ist auch in der modernen Forschung umstritten. Nach mehreren westlichen (lateinisch/griechischen) Quellen wurde gegen den Kaiser intrigiert und dieser schließlich ermordet. Sie widersprechen sich insofern als in manchen Quellen von einer Ermordung Gordians bei Ktesiphon, der persischen Hauptresidenz, die Rede ist, während es nach anderen Quellen zu einer Meuterei auf dem Rückmarsch des römischen Heeres aus Persien kam. Nach Angaben anderer Quellen starb Gordian sogar bereits vor dem römischen Einmarsch in das Perserreich. Alle Quellen, die von einer Intrige gegen Gordian sprechen, sind spätantike oder byzantinische Werke, sind also nicht zeitgenössisch; sie bezichtigen praktisch übereinstimmend den Prätorianerpräfekten Gordians, Philippus Arabs, der Mittäterschaft an dem Komplott. Diesen Berichten liegt offenbar eine gemeinsame Vorlage zugrunde, bei den lateinischen wahrscheinlich die sogenannte Enmannsche Kaisergeschichte. Bei einigen der besagten Werke aus der Zeit des 5. bis 13. Jahrhunderts, die in griechischer Sprache verfasst sind, sind aber auch Informationen aus einer anderen Quellentradition erkennbar.

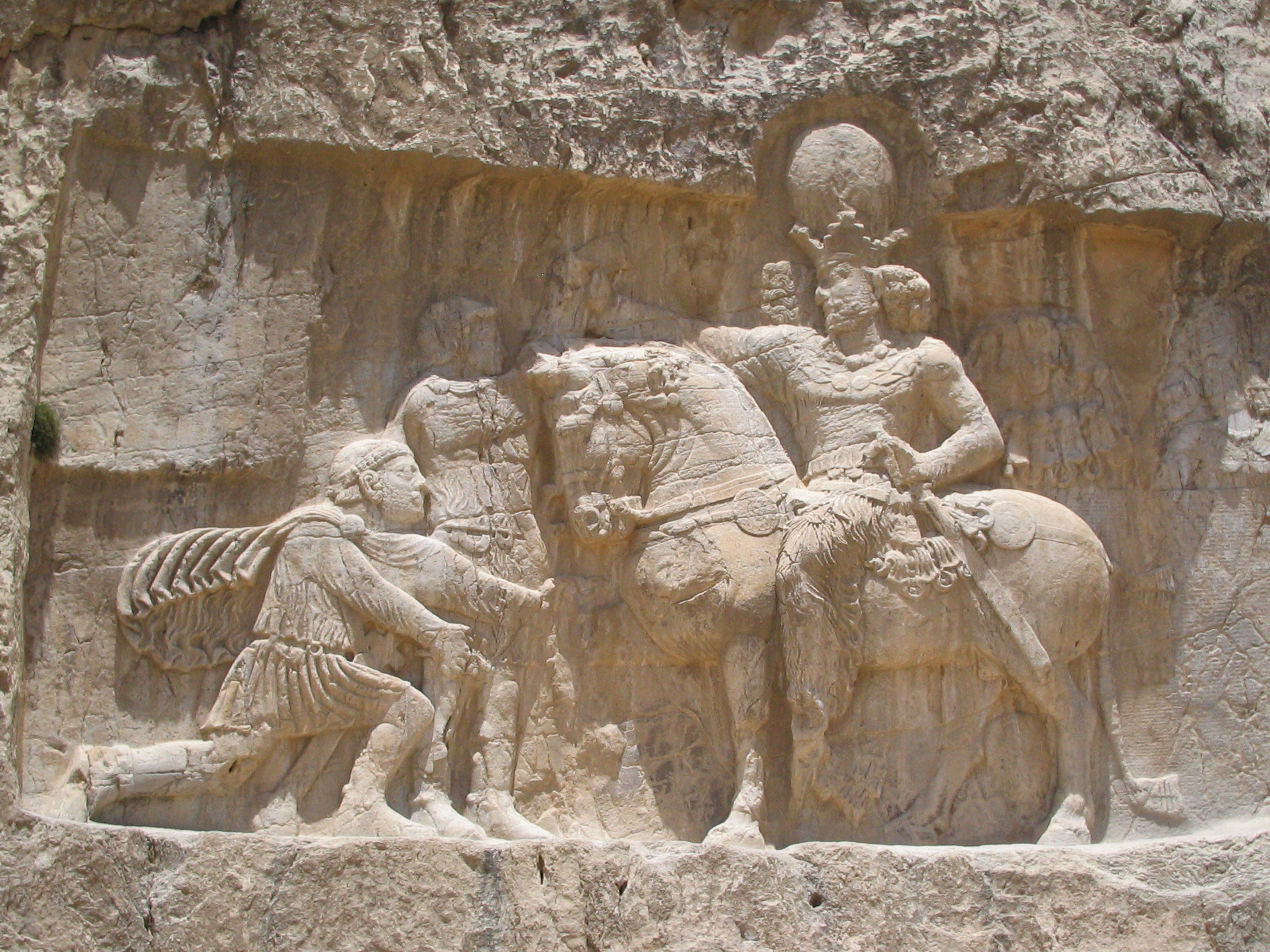
Relief Schapurs I. (Naqsch-e Rostam): Vor dem berittenen Perserkönig kniet der römische Kaiser Philippus Arabs; Kaiser Valerian steht neben Schapur, der ihn zum Zeichen der Gefangenschaft am Arm gepackt hat.

Es existiert jedoch noch eine andere, weitaus zeitnähere Quellenüberlieferung, die auf einer Siegesinschrift Schapurs I. beruht, einer dreisprachigen Inschrift bei Naqsch-e Rostam, den sogenannten res gestae divi Saporis. Demnach erlitt Gordian, der mit einem großen Heer angerückt war, bei Mesiche wohl im Februar des Jahres 244 eine vernichtende Niederlage und wurde getötet, woraufhin die Römer Frieden schließen mussten. Auch auf einem sassanidischen Felsrelief wird Gordian am Boden gezeigt, zu Füßen von Schapur auf seinem Pferd. Nach seinem Sieg benannte Schapur Mesiche in Peroz-Schapur („Siegreich ist Schapur“) um.
Dem Tatenbericht Schapurs – der zwar auch eine Propagandaschrift darstellt, aber kaum eine grob verfälschende Darstellung wiedergibt – wurde in der Vergangenheit bisweilen weniger Glauben geschenkt als den westlichen Quellen. Doch decken auch Aussagen bei mehreren byzantinischen Geschichtsschreibern (unter anderem Georgios Kedrenos [der nicht von einer Ermordung spricht] und Johannes Zonaras), die auf ältere Vorlagen zurückgreifen konnten, möglicherweise durchaus den Bericht Schapurs ab, wenngleich etwa Zonaras vom Tod Gordians II. in der Schlacht berichtet (statt von Gordian III., was vielleicht auf einer Verwechslung beruht). Der Tod Gordians in der Schlacht von Mesiche bzw. eventuell aufgrund von in der Schlacht erlittenen Verletzungen, wird in der modernen Forschung denn auch von mehreren Forschern akzeptiert. Zudem sind die Quellen, die Philippus Arabs die Schuld am Tod des Kaisers zuweisen, kaum weniger problematisch als der Tatenbericht Schapurs, da sie weitgehend darum bemüht sind, Gordian in einem guten und Philippus in einem möglichst schlechten Licht darzustellen.
Dass die Schlacht von Mesiche in westlichen Quellen verschwiegen wird, ist, da es sich um eine Niederlage handelte, durchaus nachvollziehbar, zumal auch der römische Sieg bei Resaina (wenn auch nur von Ammianus Marcellinus erwähnt) in der Inschrift Schapurs unerwähnt bleibt. Möglicherweise lassen sich die widersprechenden Aussagen auch so in Einklang bringen, als dass Gordian bei Mesiche unterlag und erst anschließend von aufgebrachten Soldaten ermordet wurde. Eine eindeutige Antwort kann jedoch nicht formuliert werden.